# Ukrposhta
Ukrposhta (Oekraïens: Укрпошта) is een Oekraïens staatspostbedrijf, en lid van de Universal Postal Union. Het bedrijf wordt sinds 1947 beheerd door het ministerie van infrastructuur van Oekraïne. Het bedrijf is ook de eigenaar van de Oekraïense onderneming "Marka Ukrayiny", die verantwoordelijk is voor het uitgeven van de officiële postzegel.